# Shadowman
Shadowman (de son vrai nom Jack Boniface) est un personnage de fiction créé en 1992 par Jim Shooter & David Lapham chez Valiant Comics.

## Histoires
Jack Boniface est un jazzman de La Nouvelle-Orléans, envoûté par l'esprit d'une sorcière voodoo, Lydia. Il devient puissant et il a le pouvoir de détecter les vrais visages des démons.

## Personnages
- Shadowman / Jack Boniface :
- Shadowman / Maxim St. James :
- The Coven :
- Lydia :
- Spider Aliens :
- Doctor Lyons :
- Mamma Nettie :
- Master Darque :
- Emil Sosa :
- Unity :

## Shadowman (version 2)
La deuxième version est écrite par Garth Ennis & Ashley Wood (art) en 1997.

## Shadowman (version 3)
Une nouvelle version de Shadowman par Justin Jordan et Patrick Zircher (art) a été créé en 2012 dans le cadre du redémarrage de l'univers Valiant. 

## Autres dessinateurs & scénaristes
Sergent Clermont, Klayton Krain, Temujin, Ashley Wood, Garth Ennis, Steve Englehart, Faye Perozich, Joe Rubenstien, Frank Miller, Steve Ditko, Don Perlin, John Dixon, Don Perlin, Stan Drake, Anthony J. Bedard, Rags Morales, Mel Rubi, Bob Wiacek, Jorge Gonzalez, Tom Mandrake, Mike Baron, Tom Ryder, Paul Autio, Walter Simonson, Bob Hall, Todd Britton, Mike Cavallaro, Val Mayerik, Peter Milligan, Diego Bernard, Valentine de Landro, Livesay, Roberto de la Torre

## Autour du comics
- Sorti en jeux vidéo "Shadow Man", 1999 Acclaim Entertainment / Acclaim Studios Teesside (UK) sur PC, Nintendo 64, PlayStation, Dreamcast,  Shadow Man (video game)
- Sorti en jeux vidéo "Shadow Man: 2econd Coming", 2002 PlayStation 2 Shadow Man: 2econd Coming